# Charlie Bartlett
Charlie Bartlett is een komisch filmdrama onder regie van Jon Poll. De productie ging op 1 mei 2007 in wereldpremière op het Tribeca Film Festival in de Verenigde Staten. In Nederland is de film nooit in de bioscoop te zien geweest maar verscheen hij in 2009 als direct-naar-dvd-titel.

## Verhaal
De schatrijke student Charlie Bartlett voelt zich niet op zijn plaats op zijn nieuwe school. Hij kan maar niet wennen aan zijn nieuwe werkomgeving. Maar wanneer hij na veel pogingen eindelijk begrijpt hoe het systeem in elkaar zit, besluit hij daar gebruik van te maken. Charlie begint zijn medeleerlingen in nood te adviseren en wordt een belangrijke sociale factor.

## Rolverdeling
- Anton Yelchin - Charlie Bartlett
- Robert Downey jr. - De directeur
- Hope Davis - Marilyn Bartlett
- Kat Dennings - Susan Gardner
- Tyler Hilton - Murphey Bivens
- Megan Park - Whitney Drummond
- Lauren Collins - Kelly
- Mark Rendall - Kip Crombwell